# Liste der Biografien/Sts
Liste der Biografien |
Portal Biografien |
Personensuche
# |
A |
B |
C |
D |
E |
F |
G |
H |
I |
J |
K |
L |
M |
N |
O |
P |
Q |
R |
S |
T |
U |
V |
W |
X |
Y |
Z |
?
 
Sa |
Sb |
Sc |
Sd |
Se |
Sf |
Sg |
Sh |
Si |
Sj |
Sk |
Sl |
Sm |
Sn |
So |
Sp |
Sq |
Sr |
Ss |
St |
Su |
Sv |
Sw |
Sy |
Sz
 
Sta |
Ste |
Sth |
Sti |
Stj |
Stl |
Sto |
Str |
Sts |
Stt |
Stu |
Stv |
Stw |
Sty
Die Liste der Biografien führt alle Personen auf, die in der deutschsprachigen Wikipedia einen Artikel haben. Dieses ist eine Teilliste mit 3 Einträgen von Personen, deren Namen mit den Buchstaben „Sts“ beginnt.

## Sts

### Stsc
- Stschastliwy, Pjotr Wassiljewitsch (* 1979), russischer Eishockeyspieler
- Stschastliwzew, Wadim Michailowitsch (1935–2024), russischer Physiker, Metallkundler und Hochschullehrer
- Stschottschikow, Georgi Semjonowitsch (1908–1977), sowjetischer Generaloberst der Luftverteidigungsstreitkräfte, erster stellvertretender Minister für Zivilluftfahrt